# Fryderyk

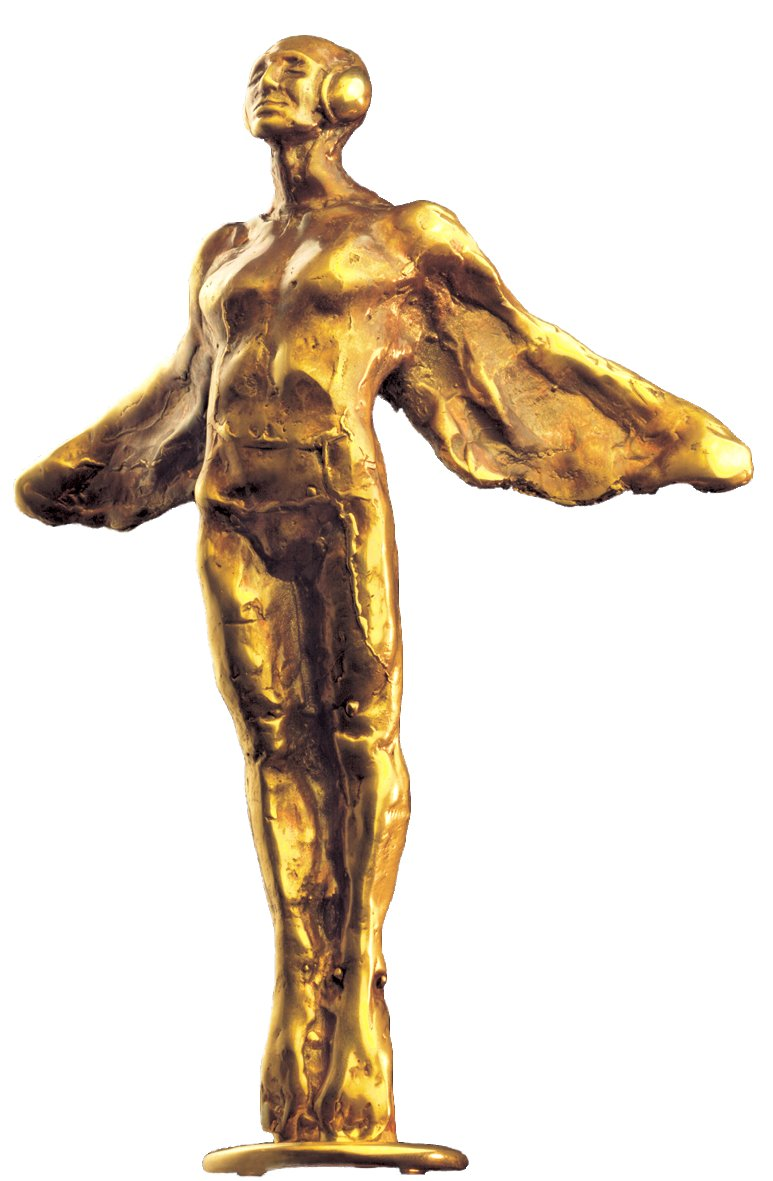
Der Fryderyk

Der Fryderyk ist der wichtigste polnische Musikpreis. Er wird jährlich von der Phonographischen Akademie vergeben und spiegelt wesentliche Teile des polnischen Kulturlebens im vorangegangenen Jahr wider. Zum ersten Mal wurde der Preis 1995 (für das Jahr 1994) vergeben. Die Verleihung erfolgt in einer Vielzahl von Kategorien, darunter den innerpolnischen „Song des Jahres“, „Album des Jahres“, „Sänger des Jahres“, „Sängerin des Jahres“, „Band des Jahres“ und „Debüt des Jahres“.
Die Abstimmung erfolgt in zwei Runden. Nach einer ersten Abstimmungsrunde innerhalb der Musikakademie werden gewöhnlich fünf Vorschläge in jeder Kategorie nominiert. In der zweiten Runde stimmt jedes der etwa 700 Mitglieder für jeweils einen Vorschlag. Die Preise werden zwischen dem März und Mai eines jeden Jahres verliehen.
Dieser Preis ist nach Frédéric Chopin benannt, dessen polnisch geschriebener Vorname Fryderyk ist.

## Ausgezeichnete

### Album des Jahres
- 1996 Tytus von Tytus Wojnowicz
- 1998 Songs and Other Ballads von Jarosław Śmietana

### Sänger des Jahres (1994–2012)

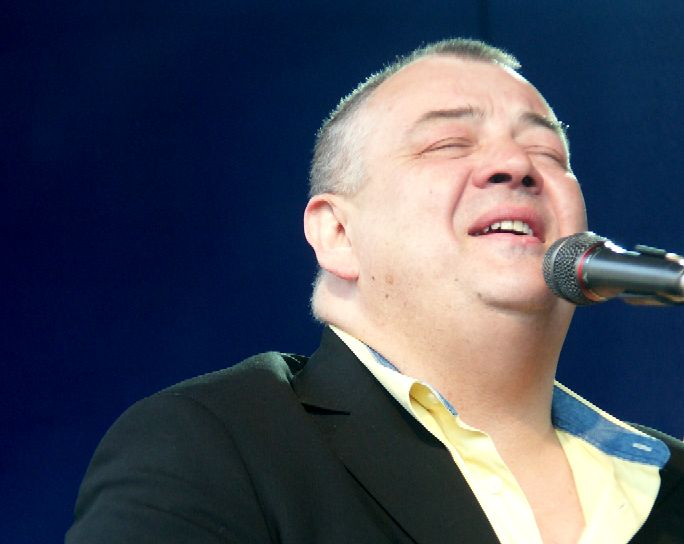
Stanislaw Sojka

- 1994 Stanisław Sojka
- 1995 Grzegorz Turnau
- 1996 Andrzej Piaseczny
- 1997 Krzysztof Cugowski
- 1998 Mieczysław Szcześniak
- 1999 Mieczysław Szcześniak
- 2000 Mieczysław Szcześniak
- 2001 Ryszard Rynkowski
- 2002 Robert Gawliński
- 2003 Marcin Rozynek
- 2004 Krzysztof Krawczyk
- 2005 Krzysztof Kiljański
- 2006 Maciej Maleńczuk
- 2008 Tomasz Lipnicki
- 2009 Piotr Rogucki
- 2010 Tomasz Lipnicki
- 2011 Kuba Badach
- 2012 Kuba Badach

### Sängerin des Jahres (1994–2012)

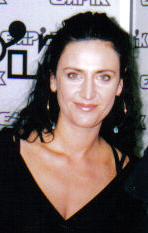
Kayah

- 1994 Edyta Bartosiewicz
- 1995 Kayah
- 1996 Justyna Steczkowska
- 1997 Kayah
- 1998 Beata Kozidrak
- 1999 Kayah
- 2000 Beata Kozidrak
- 2001 Ewa Bem
- 2002 Anna Maria Jopek
- 2003 Anna Maria Jopek
- 2004 Ania Dąbrowska
- 2005 Katarzyna Nosowska
- 2006 Ania Dąbrowska
- 2008 Katarzyna Nosowska
- 2009 Katarzyna Nosowska
- 2010 Gaba Kulka
- 2011 Monika Brodka
- 2012 Ania Rusowicz

### Band des Jahres (1994–2012)
- 1994 Hey
- 1995 Varius Manx
- 1996 O.N.A.
- 1997 Budka Suflera
- 1998 O.N.A.
- 1999 Myslovitz
- 2000 Arka Noego
- 2001 T.Love
- 2002 Wilki
- 2003 Raz, dwa, trzy
- 2004 SiStars
- 2005 Hey
- 2006 Coma
- 2008 Raz, dwa, trzy
- 2009 Coma
- 2010 Hey
- 2011 Acid Drinkers
- 2012 Zakopower

### Künstler des Jahres (2013–2014)
- 2013 Mela Koteluk
- 2014 Dawid Podsiałdo

### Debüt des Jahres

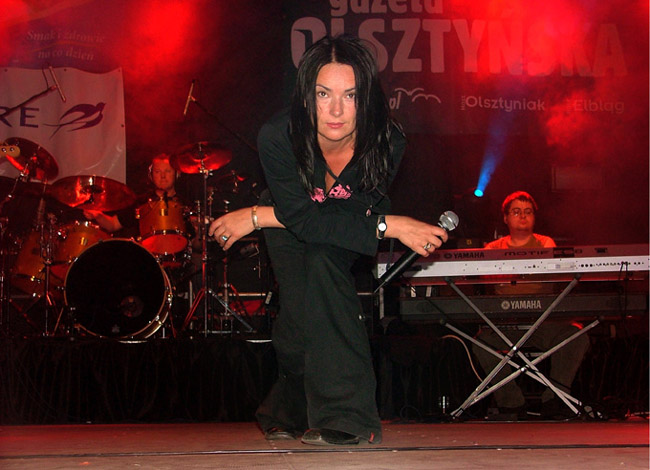
Kasia Kowalska

- 1994 Kasia Kowalska
- 1995 Edyta Górniak
- 1996 Justyna Steczkowska
- 1997 Anna Maria Jopek
- 1998 Reni Jusis
- 1999 Golec uOrkiestra
- 2000 Arka Noego
- 2001 Blue Cafe
- 2002 Kasia Klich
- 2003 SiStars
- 2004 Ania Dąbrowska
- 2005 Maria Peszek
- 2006 SOFA
- 2008 Feel
- 2009 Czesław Śpiewa
- 2010 BiFF
- 2011 très.b
- 2012 Ania Rusowicz
- 2013 Mela Koteluk
- 2014 Dawid Podsiałdo
- 2015 The Dumplings
- 2016 Kortez
- 2017 Piotr Zioła
- 2018 Daria Zawiałow
- 2019 Tulia

### Lebenswerk
- 2002 Czesław Niemen